# リロ氏
リロ氏（りろし、英語: LiloSHI）は日本の猟師、ブロガー、バーチャルYouTuberである。名前は半角カナでの表記が正しいが、YouTubeなどでは表示上の都合で全角カナが用いられることがある。

## 概要
平成生まれのゆとり世代を自称する。
2011年より散弾銃を用いた狩猟を行っている。主に単独忍び猟を行い、狩猟の際には他の猟銃も使用している。
2018年よりYouTubeに動画投稿を開始。狩猟中の食事の調理風景などを撮影している。ホットサンドメーカーを使った手軽かつ豪快な「頭の悪い料理」で注目を集めるなど、サバイバルやキャンプ向きの料理を作ることで人気を得た。
2021年1月15日にバーチャルYouTuberとしての肉体を得たことをTwitterで発表、「ケモ耳ハンター系酒飲みVtuberおじさん」としての活動も始めた。VTuberの姿ではレミントンM870を背負う。
2022年にはイベントの開催や、コラボ商品として自身で監修したスパイスを販売した。

## 書籍
- リロ氏のソロキャンレシピ（マキノ出版、2020年6月8日　ASIN B089KFFX1M）
- リロ氏のホントにとてもくわしいホットサンドメーカーレシピ（マキノ出版、2021年3月8日、ASIN B08XWH4J9K）
- リロ氏の欲望に従った限界キャンプ飯（KADOKAWA、2021年11月25日 ASIN B09LGSJ2DV）

## イベント
- ﾘﾛ氏のひとり遊び発表会（2022年1月15日 - 1月30日、名古屋PARCO）[5]